# Final de la Liga Profesional Femenina de fútbol 2017 (Colombia)
La final de la Liga Profesional Femenina 2017 fueron una serie de partidos de fútbol que se juegan el 19 y 24 de junio de 2017 para definir al campeón de la Liga Profesional Femenina en Colombia.
La disputaron los dos equipos que avanzaron ganando sus llaves en la anterior fase, las Semifinales: Santa Fe y Atlético Huila respectivamente.
En cuanto a la localía, los equipos que al momento previo de disputarse las finales se encontraban mejor ubicados que su rival de llave en la tabla de reclasificación del torneo definieron el partido de vuelta como locales. En caso de empate en goles, la regla del gol de visitante no fue utilizada, sino que se desempataron las llaves directamente mediante los tiros desde el punto penal.

## Llave
|                | vs. |                      |
| -------------- | --- | -------------------- |
| Santa Fe 2 1 3 | vs. | Atlético Huila 1 0 1 |

## Estadios
| Bogotá                            | Neiva                          |
| --------------------------------- | ------------------------------ |
| Estadio Nemesio Camacho El Campín | Estadio Guillermo Plazas Alcid |
| Capacidad: 36.343                 | Capacidad: 25.000              |
|                                   |                                |

## Camino a la final

### Santa Fe
| Fecha                                                                | Fase                   | Estadio                           | Local                | Resultado | Visitante            |
| -------------------------------------------------------------------- | ---------------------- | --------------------------------- | -------------------- | --------- | -------------------- |
| 19 de febrero                                                        | Fase de grupos Grupo B | Nemesio Camacho El Campín, Bogotá | La Equidad           | 0 : 3     | Santa Fe             |
| 26 de febrero                                                        | Fase de grupos Grupo B | Nemesio Camacho El Campín, Bogotá | Santa Fe             | 6 : 0     | Atlético Huila       |
| 4 de marzo                                                           | Fase de grupos Grupo B | Nemesio Camacho El Campín, Bogotá | Santa Fe             | 1 : 0     | Fortaleza            |
| 12 de marzo                                                          | Fase de grupos Grupo B | La Independencia, Tunja           | Patriotas            | 0 : 4     | Santa Fe             |
| 15 de marzo                                                          | Fase de grupos Grupo B | Los Zipas, Zipaquirá              | Cúcuta Deportivo     | 0 : 2     | Santa Fe             |
| 2 de abril                                                           | Fase de grupos Grupo B | Nemesio Camacho El Campín, Bogotá | Santa Fe             | 5 : 2     | La Equidad           |
| 8 de abril                                                           | Fase de grupos Grupo B | Guillermo Plazas Alcid, Neiva     | Atlético Huila       | 1 : 2     | Santa Fe             |
| 16 de abril                                                          | Fase de grupos Grupo B | Los Zipas, Zipaquirá              | Fortaleza            | 0 : 2     | Santa Fe             |
| 23 de abril                                                          | Fase de grupos Grupo B | Nemesio Camacho El Campín, Bogotá | Santa Fe             | 4 : 1     | Patriotas            |
| 7 de mayo                                                            | Fase de grupos Grupo B | Nemesio Camacho El Campín, Bogotá | Santa Fe             | 3 : 1     | Cúcuta Deportivo     |
| Santa Fe avanzó de fase como primero (1°) en su grupo con 30 puntos. |                        |                                   |                      |           |                      |
| 19 de mayo                                                           | Cuartos de final       | Olímpico Pascual Guerrero, Cali   | América de Cali      | 1 : 2     | Santa Fe             |
| 27 de mayo                                                           | Cuartos de final       | Nemesio Camacho El Campín, Bogotá | Santa Fe             | 1 : 1     | América de Cali      |
| Santa Fe avanzó a semifinales con un resultado global de 3:2.        |                        |                                   |                      |           |                      |
| 4 de junio                                                           | Semifinales            | Cancha Marte, Bucaramanga         | Atlético Bucaramanga | 0 : 1     | Santa Fe             |
| 15 de junio                                                          | Semifinales            | Nemesio Camacho El Campín, Bogotá | Santa Fe             | 3 : 0     | Atlético Bucaramanga |
| Santa Fe avanzó a la final con un resultado global de 4:0.           |                        |                                   |                      |           |                      |

|  |                      |
|  | Triunfo de Santa Fe. |
|  | Empate.              |
|  | Derrota de Santa Fe. |

### Atlético Huila
| Fecha | Fase                   | Estadio                                   | Local            | Resultado        | Visitante        |
| --- | ---------------------- | ----------------------------------------- | ---------------- | ---------------- | ---------------- |
| 18 de febrero | Fase de grupos Grupo B | La Independencia, Tunja                   | Patriotas        | 1 : 1            | Atlético Huila   |
| 26 de febrero | Fase de grupos Grupo B | Nemesio Camacho El Campín, Bogotá         | Santa Fe         | 6 : 0            | Atlético Huila   |
| 5 de marzo | Fase de grupos Grupo B | Guillermo Plazas Alcid, Neiva             | Atlético Huila   | 1 : 0            | La Equidad       |
| 8 de marzo | Fase de grupos Grupo B | Los Zipas, Zipaquirá                      | Cúcuta Deportivo | 2 : 1            | Atlético Huila   |
| 25 de marzo | Fase de grupos Grupo B | Los Zipas, Zipaquirá                      | Fortaleza        | 0 : 3            | Atlético Huila   |
| 1 de abril | Fase de grupos Grupo B | Guillermo Plazas Alcid, Neiva             | Atlético Huila   | 0 : 0            | Patriotas        |
| 8 de abril | Fase de grupos Grupo B | Guillermo Plazas Alcid, Neiva             | Atlético Huila   | 1 : 2            | Santa Fe         |
| 16 de abril | Fase de grupos Grupo B | Metropolitano de Techo, Bogotá            | La Equidad       | 0 : 3            | Atlético Huila   |
| 22 de abril | Fase de grupos Grupo B | Guillermo Plazas Alcid, Neiva             | Atlético Huila   | 6 : 1            | Cúcuta Deportivo |
| 7 de mayo | Fase de grupos Grupo B | Guillermo Plazas Alcid, Neiva             | Atlético Huila   | 5 : 1            | Fortaleza        |
| Atlético Huila avanzó de fase como tercero (3°) en su grupo con 17 puntos.                                       |                        |                                           |                  |                  |                  |
| 20 de mayo | Cuartos de final       | Guillermo Plazas Alcid, Neiva             | Atlético Huila   | 2 : 1            | Envigado F. C.   |
| 27 de mayo | Cuartos de final       | Polideportivo Sur, Envigado               | Envigado F. C.   | 2 : 1 (2:3 pen.) | Atlético Huila   |
| Atlético Huila avanzó a semifinales con un resultado global de 3:3 y ganando 2:3 por tiros desde el punto penal. |                        |                                           |                  |                  |                  |
| 3 de junio | Semifinales            | Guillermo Plazas Alcid, Neiva             | Atlético Huila   | 2 : 0            | Cortuluá         |
| 15 de junio | Semifinales            | Estadio Francisco Rivera Escobar, Palmira | Cortuluá         | 2 : 0 (1:3 pen.) | Atlético Huila   |
| Atlético Huila avanzó a la final con un resultado global de 2:2 y ganando 1:3 por tiros desde el punto penal.    |                        |                                           |                  |                  |                  |

|  |                            |
|  | Triunfo de Atlético Huila. |
|  | Empate.                    |
|  | Derrota de Atlético Huila. |

## Estadísticas previas
A continuación se encuentran tabuladas las estadísticas de Santa Fe y Atlético Huila en las fases previas a la final: fase de grupos, cuartos de final y semifinales. De la siguiente forma:
| Equipos        | PJ | PG | PE | PP | GF | GC | Dif. | Pts. | Rend.  |
| -------------- | -- | -- | -- | -- | -- | -- | ---- | ---- | ------ |
| Santa Fe       | 14 | 13 | 1  | 0  | 39 | 7  | 32   | 40   | 95,2 % |
| Atlético Huila | 14 | 7  | 2  | 5  | 26 | 18 | 8    | 23   | 54,8 % |

## Resultados
| 19 de junio de 2017, 15:15 Win Sports | Atlético Huila | 1:2 (1:1) | Santa Fe                | Estadio Guillermo Plazas Alcid, Neiva |                              |
|                                       | Torres 27'     | Reporte   | Santos 37' · Altuve 90' | Árbitro(s): Andrea Chavarría          | Árbitro(s): Andrea Chavarría |

| 24 de junio de 2017, 6:00 p. m. Win Sports | Santa Fe | 1:0 (0:0) | Atlético Huila | Estadio El Campín, Bogotá |  |
|                                            | Santos   |           |                |                           |  |

### Partido de ida
| 22         | POR        | Daniela Solera    |  |
| 15         | DEF        | Daniela Caracas   |  |
| 2          | DEF        | Delyaliz Rosario  |  |
| 13         | DEF        | Gaby Santos       |  |
| 17         | DEF        | Jaylis Oliveros   |  |
| 14         | MED        | Vanesa Santana    |  |
| 21         | MED        | Nancy Madrid      |  |
| 8          | MED        | Carolina Pineda   |  |
| 9          | DEL        | Jennifer Peñaloza |  |
| 7          | DEL        | Karla Torres      |  |
| 11         | DEL        | Mercedes Pereyra  |  |
| Entrenador | Entrenador | Douglas Calderón  |  |

| 1          | POR        | Kimika Forbes    |  |
| 23         | DEF        | Chynyelu Asher   |  |
| 13         | DEF        | María Morales    |  |
| 6          | DEF        | Carol Sánchez    |  |
| 4          | DEF        | Viviana Acosta   |  |
| 11         | MED        | Liana Salazar    |  |
| 19         | MED        | Gabriela Huertas |  |
| 10         | MED        | Leicy Santos     |  |
| 18         | MED        | Angie Castañeda  |  |
| 25         | MED        | Lady Andrade     |  |
| 9          | DEL        | Oriana Altuve    |  |
| Entrenador | Entrenador | Agustín Julio    |  |

| 22         | POR        | Daniela Solera    |  |
| 15         | DEF        | Daniela Caracas   |  |
| 2          | DEF        | Delyaliz Rosario  |  |
| 13         | DEF        | Gaby Santos       |  |
| 17         | DEF        | Jaylis Oliveros   |  |
| 14         | MED        | Vanesa Santana    |  |
| 21         | MED        | Nancy Madrid      |  |
| 8          | MED        | Carolina Pineda   |  |
| 9          | DEL        | Jennifer Peñaloza |  |
| 7          | DEL        | Karla Torres      |  |
| 11         | DEL        | Mercedes Pereyra  |  |
| Entrenador | Entrenador | Douglas Calderón  |  |

| 1          | POR        | Kimika Forbes    |  |
| 23         | DEF        | Chynyelu Asher   |  |
| 13         | DEF        | María Morales    |  |
| 6          | DEF        | Carol Sánchez    |  |
| 4          | DEF        | Viviana Acosta   |  |
| 11         | MED        | Liana Salazar    |  |
| 19         | MED        | Gabriela Huertas |  |
| 10         | MED        | Leicy Santos     |  |
| 18         | MED        | Angie Castañeda  |  |
| 25         | MED        | Lady Andrade     |  |
| 9          | DEL        | Oriana Altuve    |  |
| Entrenador | Entrenador | Agustín Julio    |  |

### Partido de vuelta
| 1          | POR        | Kimika Forbes    |  |
| 23         | DEF        | Chynyelu Asher   |  |
| 13         | DEF        | María Morales    |  |
| 6          | DEF        | Carol Sánchez    |  |
| 4          | DEF        | Viviana Acosta   |  |
| 11         | MED        | Liana Salazar    |  |
| 19         | MED        | Gabriela Huertas |  |
| 10         | MED        | Leicy Santos     |  |
| 18         | MED        | Angie Castañeda  |  |
| 25         | MED        | Lady Andrade     |  |
| 9          | DEL        | Oriana Altuve    |  |
| Entrenador | Entrenador | Agustín Julio    |  |

| 22         | POR        | Daniela Solera    |  |
| 15         | DEF        | Daniela Caracas   |  |
| 2          | DEF        | Delyaliz Rosario  |  |
| 13         | DEF        | Gaby Santos       |  |
| 17         | DEF        | Jaylis Oliveros   |  |
| 14         | MED        | Vanesa Santana    |  |
| 21         | MED        | Nancy Madrid      |  |
| 8          | MED        | Carolina Pineda   |  |
| 9          | DEL        | Jennifer Peñaloza |  |
| 7          | DEL        | Karla Torres      |  |
| 11         | DEL        | Mercedes Pereyra  |  |
| Entrenador | Entrenador | Douglas Calderón  |  |

| 1          | POR        | Kimika Forbes    |  |
| 23         | DEF        | Chynyelu Asher   |  |
| 13         | DEF        | María Morales    |  |
| 6          | DEF        | Carol Sánchez    |  |
| 4          | DEF        | Viviana Acosta   |  |
| 11         | MED        | Liana Salazar    |  |
| 19         | MED        | Gabriela Huertas |  |
| 10         | MED        | Leicy Santos     |  |
| 18         | MED        | Angie Castañeda  |  |
| 25         | MED        | Lady Andrade     |  |
| 9          | DEL        | Oriana Altuve    |  |
| Entrenador | Entrenador | Agustín Julio    |  |

| 22         | POR        | Daniela Solera    |  |
| 15         | DEF        | Daniela Caracas   |  |
| 2          | DEF        | Delyaliz Rosario  |  |
| 13         | DEF        | Gaby Santos       |  |
| 17         | DEF        | Jaylis Oliveros   |  |
| 14         | MED        | Vanesa Santana    |  |
| 21         | MED        | Nancy Madrid      |  |
| 8          | MED        | Carolina Pineda   |  |
| 9          | DEL        | Jennifer Peñaloza |  |
| 7          | DEL        | Karla Torres      |  |
| 11         | DEL        | Mercedes Pereyra  |  |
| Entrenador | Entrenador | Douglas Calderón  |  |

|                                |
| Campeón Santa Fe Primer título |